# Sindal (parochie)
Sindal is een parochie van de Deense Volkskerk in de Deense gemeente Hjørring. De parochie maakt deel uit van het bisdom Aalborg en telt 3138 kerkleden op een bevolking van 3416 (2004).
Historisch was de parochie deel van de herred Vennebjerg. In 1966 vormde Sindal samen met een aantal omliggende parochies de nieuwe gemeente Sindal. In 2007 ging deze op in de vergrote gemeente Hjørring.

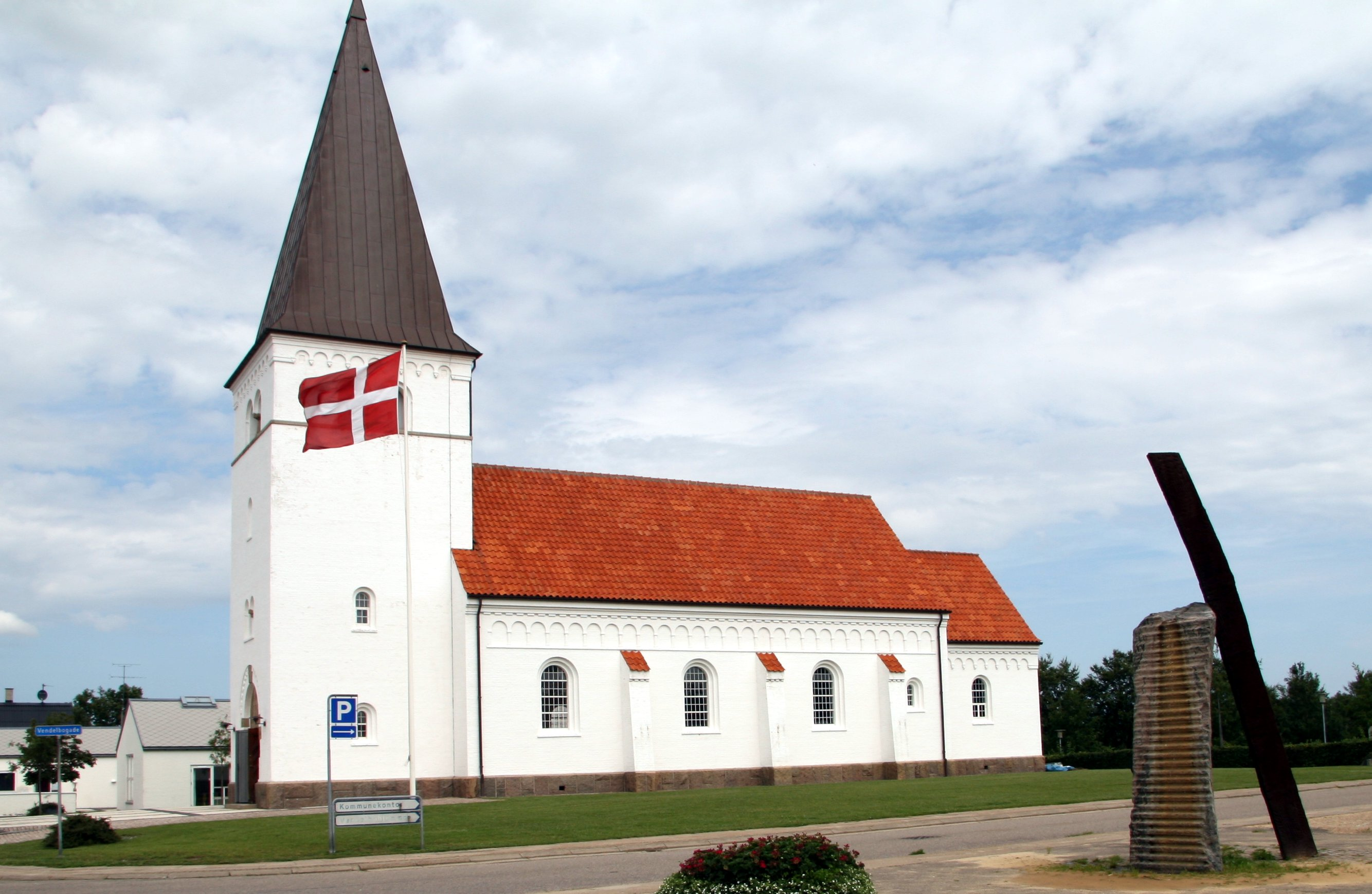
Nieuwe kerk van Sindal

De parochie heeft twee kerken. De oude kerk uit de 12e eeuw staat een stuk ten noorden van het dorp Sindal. Na de aanleg van de spoorlijn van Hjørring naar Frederikshavn in 1871 was er sprake van een aanzienlijke bevolkingsgroei rond het station, waardoor er behoefte ontstond aan een grotere kerk die ook een meer centrale plaats in het dorp kreeg.
Asdal · Astrup · Bindslev · Bjergby · Byrum · Hals · Hirtshals · Hørmested · Horne · Lendum · Mosbjerg · Mygdal · Sindal · Sørig · Tolne · Tornby · Tversted · Uggerby · Ugilt · Vesterø · Vidstrup
- Virtual International Authority File: 1169149296306680670009